# ルーンファクトリー2
『ルーンファクトリー2』（英題：Rune Factory 2 Fantasy Harvest Moon）は、2008年1月3日にマーベラスインタラクティブより発売されたゲームソフト。ジャンルはシミュレーションゲームで、ニンテンドーDS専用ソフト。開発はネバーランドカンパニー。キャッチコピーは「牧場・冒険・恋愛⋯そしてドキドキの学校生活！」

## 概要
ニンテンドーDSで発売された『ルーンファクトリー -新牧場物語-』の続編である。ただし前作と違い牧場物語シリーズには含まれておらず、「新牧場物語」と言うサブタイトルも本作では外されている。今作では学校建設という大きな目標がストーリーに深く関わる事となった。そして「アースマイト」という存在が重要になってくる。前作同様、フルアニメのオープニングもついている。ストーリーは大きく2つにわかれ、後半では主人公を男女で選べるようになった。予約特典として設定資料集、ドラマCDなどがある。シリーズとしての続編は『ルーンファクトリー3』。

## 施設

### アルヴァーナの町
カイルが流れ着いたノーラッド王国辺境の町。海が近いため水の都となっており、多くの水路が町中を横断している。

## キャラクター

### 第一部

#### 主人公
カイル（声：坂本真綾）
名前は変更可能。明るく前向きな青年。自分の目的探しをしている。明るくて皆に優しく、逆境に負けない前向きな性格。なにかと器用な一面を見せる。第一部終盤では記憶を取り戻し、自らの目的を思い出す。目的を果たすために旅に出て行方不明となり、第二部終盤で主人公の子供に救出された後、再び家族とともに牧場の家で暮らす。なお、彼には親バカな一面があるようで、主人公の子供からプレゼントを贈られた際は高確率でお返し（アイスクリームなど）をくれる。

#### ヒロイン・ヒロイン候補
マナ（声：水樹奈々）
主人公と最初に出会った元気いっぱいの女の子。主人公を兄のように慕っていて絶対の信頼を置いている。大きくクリクリとした瞳をしており、人懐っこい。第2部では学校の先生を務め、授業で料理やアクセサリーの作り方を教える。
アリシア（声：安田美和）
占いをしていて、当たらないと言われると怒るかなりムチャな性格。天気占いと居場所占いは百発百中で、いざという時に頼りになる大人の女性だが、人に騙されやすい。
ロザリンド・レムナンド・ヴィヴィアージュ（声：鎌田梢）
お金持ちのお嬢様。エリートであり、神童と呼ばれている。それを鼻にはかけないが、エリートだとは自覚している。身長が低いことにコンプレックスがあり、底の厚い靴を履いている。
ドロシー（声：能登麻美子）
おとなしくていつもぬいぐるみを抱えている。前髪が長いため、表情がわかりにくい。コミュニケーションをとるのが苦手なため、人を見たら即座に逃げている。主人公も例外ではない。
セシリア（声：立野香菜子）
前作から登場している優しい雰囲気のあるハーフエルフの女の子。困った人を放っておけない性格。前作では結婚不可能だったが今作では成長してヒロイン候補として登場。カルディアから留学の為にアルヴァーナへやって来ている。アルヴァーナに来てからはジェイクの家にホームステイしている。タバサの勧めでヴィヴィアージュ家においてタバサと同じくメイドとして働いている。
ユエ（声：前田愛）
たまに町にくる商人の女の子。東方の国の出身のようで着物を纏い、独特の方言で話す。好奇心旺盛で、ある夢を叶えるために行商をしているらしい。『ルーンファクトリー3』にもゲスト出演している。
ジュリア（声：川澄綾子）
お風呂屋を経営。町のアイドルで八方美人。何かと秘密が多い。

#### 住人その他
ダグラス（声：藤本たかひろ）
マナの父。雑貨屋パンプキンを営む。娘にはめっぽう弱い。ナタリーの病院でお酒を飲んでいる時がある。
バレット（声：鈴木賢）
性格が多少ひねているため、町の皆とはあまり仲は良くない。無口。良くない噂もある。第2部では学校の先生を務め、授業で武器や防具の作り方を教える。主人公がドロシーと結婚しなかった場合はドロシーと結婚する。『ルーンファクトリー4』においてもゲスト出演している。
ブライ（声：稲田徹）
アルヴァーナの町長で、バレットの父。バレットと上手く意志が疎通できない事を悩んでいる。
マックス・レムナンド・ヴィヴィアージュ（声：中尾良平）
ロザリンドの兄。お金持ちの美男子。ナルシストな一面を持つ。主人公がジュリアと結婚しなかった場合はジュリアと結婚する。
ヘリチャコス・レムナンド・ヴィヴィアージュ（声：藤本たかひろ）
マックスとロザリンドの父。富豪で美食家。前作に登場したジャコリヌスの親戚。
ジェイク（声：中尾良平）
セシリアと同じハーフエルフ。鍛冶屋スチームに勤めている。人間を嫌悪しており、人間に対しては見下した態度をとる。セシリアの事が気になっており、主人公がセシリアと結婚しなかった場合はセシリアと結婚する。
エンドール（声：中尾良平）
ジェイクの父。陽気で子煩悩。セシリアを預かっている。
レイ（声：安西英美）
アリシアの弟。とてもしっかりしていて、頼りない姉をいつも心配している優しい青年。医者を目指しており、早く一人前になりたいと思っている。第2部ではナタリーに代わって病院の医者を務める。主人公がロザリンドと結婚しなかった場合はロザリンドと結婚する。
ナタリー（声：山口繭）
アリシアとレイの母。町の女医を務める。しっかり者で町の皆を見守っている。泣きぼくろとメガネが特徴。お酒が好き。
カノン（声：板東愛）
ドロシーの妹。姉とは反対に外遊びが大好きで勝ち気な性格。第2部では彼女候補となり、主人公のお姉さんとして主人公をリードする。
ゴードン（声：稲田徹）
ドロシーとカノンの父。右目に傷がある。神父だが豪快な性格をしている。細かいアクセサリーを作るのが非常に上手い。ナタリーやダグラス同様お酒が好き。
ロイ（声：立野香菜子）
子供らしくて活発。あまり難しく考えずに行動する。勉強はあまり好きではない。第2部では彼氏候補となる。
ターニャ（声：安田美和）
ロイの母。鍛冶屋スチームを営む。武器をこよなく愛し、様々な国の剣を集めるのが趣味でいつもうっとりした目で刃物を眺めている。ただ、「剣士」ではない。

### 第二部

#### 主人公
アルス（声：粕谷雄太）
名前は変更可能。主人公がヒロインと結婚すると生まれる男の子。元気で遊ぶのが大好き。心に何か秘めたものを持っている。アースマイトの血が流れている。
アリア（声：前田愛）
名前は変更可能。主人公がヒロインと結婚すると生まれる女の子。元気で多少男勝りな部分もある。外で遊ぶのが好き。アルスと同じく、アースマイトの血が流れている。

#### 彼氏・彼女候補
オルファス（声：安西英美）
彼氏候補。ジェイクとセシリア（またはユエ）の息子。エルフの金髪少年。クールな雰囲気を漂わせ、心を開かず近づきがたい。エリートの道を目指している。また、虫が好きである。
ラムリア・レムナンド・ヴィヴィアージュ（声：山口繭）
彼女候補。マックスとジュリア（またはユエ）の娘。ヴィヴィアージュ家にしては、とても優しくて素直で物静かな少女。　夜中についつい間食してしまうらしい。
リーン（声：板東愛）
彼氏候補。バレットとドロシー（またはユエ）の息子。ふんわりとした、天使のような雰囲気の男の子。よく女の子に間違えられる。少し天然。甘い物がすき。
ムー&スー（声：鎌田梢）
彼女候補。レイとロザリンド（またはユエ）の娘で双子。見た目は似ているが性格は全く異なり、姉はおとなしく妹は活発。2人はとても仲がよく、いつも2人一緒にいる。

#### その他
火幻竜フレクザィード
地水火風を象徴する神竜・ネイティブドラゴンの一体で、「火」と「破壊」を司る。一度目覚めると全てを破壊し尽くし、破壊された後プロテグリードが再生を行うとされている。アルヴァーナの地下深くにアースマイトのかけた魔術で封印されているが、その封印も1000年ごとに弱まって復活するという。
主人公がアルヴァーナを訪れた本当の理由はフレクザィードの復活阻止のためであり、姿を消したのは復活まで時間がなかったために「はじまりの森」に向かいフレクザィードと融合し、復活までの時間を稼ぐためだった。
最終的に主人公の子供の手で倒され、再度1000年の眠りにつくこととなった。

## 主題歌
第一部オープニングテーマ
『Rune2』 歌：LIL
第二部オープニングテーマ
『Ever lasting world』 歌：LIL

## 主なスタッフ
- はしもとよしふみ 監修&プロデューサー
- ネバーランドカンパニー 開発
- 岩崎美奈子 キャラクターデザイン

## 関連書籍

### 漫画化作品
- 電撃「マ）王2007年9月号より、コミック版を連載。作画担当は菜野あつみ。
- 月刊ドラゴンエイジ2007年11月号より2008年1月号まで、コミック版を短期集中連載。作画担当はふぢまるありくい。
- A-STATION2007年11月号より、コミック版を連載。作画担当は吉成篤。
- デンゲキニンテンドーDS2008年1月号より、コミック版を連載。作画担当は舵真秀斗。
- 月刊ウィングス2008年3月号より、コミック版を連載。作画担当は川添真理子。

### 小説作品
- ルーンファクトリー2 〜流れ星とセシリア〜

柄本和昭・著、GAMECITY文庫（コーエー）刊。
2008年4月初版 ISBN 9784775806524